# James Rowland Angell
James Rowland Angell (Burlington (Vermont), 8 mei 1869 - Hamden (Connecticut), 4 maart 1949) was een Amerikaans filosoof en psycholoog en was een belangrijke vertegenwoordiger van de functionalistische stroming binnen de psychologie.

## Leven

### Jeugd
James Rowland Angell werd geboren in een familie met een academische achtergrond. Zijn vader, James Burrill Angell, was professor moderne talen en rector van de Universiteit van Vermont en vervolgens van de Universiteit van Michigan. Nadien werd hij ambassadeur voor de Verenigde Staten in China en nog later in Turkije. Hierdoor bracht James Rowland Angell verschillende jaren door in Peking en Constantinopel. Zijn moeder, Sarah Caswell, speelde een belangrijke rol in het stimuleren van de betrokkenheid van vrouwen aan de universiteit. Haar vader, Alexis Caswell, was mede-oprichter van de National Academy of Sciences en eveneens universiteitsprofessor. James Rowland Angell was de jongste van drie kinderen. Sinds zijn kindertijd was Angell doof aan één oor. In later onderzoek naar de lokalisatie van geluid zou hij zichzelf als proefpersoon gebruiken.

### Studies
Angell liep eerst school in Ann Arbor en ging dan naar de Universiteit van Michigan. Hij behaalde er zijn bachelor in 1890. Angell werd er sterk beïnvloed door het denken van John Dewey en James Hayden Tufts. In 1891 behaalde Angell zijn master in de filosofie onder Dewey. Zijn thesisonderwerp was verbeelding. Een andere zeer belangrijke invloed op Angell vormden de opvattingen van de Amerikaanse filosoof-psycholoog William James. Van hem verscheen in 1890 zijn belangrijke Principles of psychology, waaraan Dewey meteen een seminarie wijdde. Al deze invloeden maakten dat Angell definitief koos voor psychologie. Het academiejaar 1891-1892 ging hij als graduaatstudent aan de slag bij William James aan de Harvard-universiteit, waar hij een master in de psychologie behaalde. Hij kreeg onmiddellijk een aanbod om er als onderzoeksassistent aan de slag te gaan, maar verkoos doctoraatsonderzoek in Duitsland. Hij begon hieraan in Berlijn, onder meer bij Hermann Ebbinghaus. Het volgende semester ging hij naar Halle, waar hij onder meer werkte bij Benno Erdmann en Hans Vaihinger. Hij werkte er aan een proefschrift over vrijheid in de filosofie van Immanuel Kant. Vooraleer zijn thesis af was, kreeg hij een aanbod van de Universiteit van Minnesota om er docent te worden. Hij aanvaardde dit aanbod en zou zijn doctoraatstitel nooit behalen.

### Werk
Na een jaar gedoceerd te hebben aan de Universiteit van Minnesota, ging hij in op een aanbod van John Dewey om vanaf 1894 assistent-professor in de psychologie te worden aan de Universiteit van Chicago. Gedurende 25 jaar zou hij er blijven: 14 jaar was hij er uitsluitend met psychologie bezig, daarna kreeg hij ook administratieve verantwoordelijkheden. In 1903 werd hij er gewoon hoogleraar. Vanaf 1904 werd psychologie een afzonderlijk departement aan de universiteit, los van filosofie. Angell werd er de eerste voorzitter en in 1911 werd hij decaan. De periode aan deze universiteit tot ongeveer 1914 was wetenschappelijk zijn meest productieve. Hij bouwde de faculteit psychologie uit tot een van de belangrijkste van Amerika. Belangrijke medewerkers van Angell waren toen onder meer John Broadus Watson (van 1903 tot 1908) en Harvey Carr, twee van zijn voormalige studenten. In eigen experimenteel onderzoek richtte James Rowland Angell zich sterk op de reactietijd en het verband met aandacht, verbeelding en ruimtelijke waarneming.
Angell zette zich af tegen het structuralisme van Wilhelm Wundt en Edward B. Titchener, die de structurele analyse van het bewustzijn nastreefden via ontleding van ervaringen in elementen en attributen door de methode van introspectie. Angell werd een van de belangrijkste vertegenwoordigers van het functionalisme in de psychologie. Het functionalisme gebruikte zowel introspectie als meer objectieve onderzoeksmethoden. Het bewustzijn werd beschouwd als een psychofysiologisch proces met adaptieve waarde in de aanpassing van een organisme aan zijn omgeving. In het denken van Angell had het darwinisme een belangrijke rol. Bewustzijn in zijn verschillende vormen moest een adaptieve waarde hebben. Onderzoek moest de adaptieve waarde nagaan van gewaarwording, emotie, geheugen en denken. Het belang dat Angell gaf aan biologische aanpassing en de ruimte die hij maakte voor objectief onderzoek, leidde tot onderzoek naar gedrag van dieren. Hieruit groeide een aantal jaren later het behaviorisme, dat zich onder meer afzette tegen het functionalisme en waartegen Angell zich sterk verzette. John Broadus Watson was hiervan de geestelijke vader. Hij was eerst student en later medewerker van Angell, doch zijn behavioristische opvattingen ontwikkelde hij pas een aantal jaren later.
In 1917-1918 was Angell betrokken bij militaire comités voor personeelsclassificatie en -training. Aan het einde van de Eerste Wereldoorlog werd hij benoemd tot voorzitter van de National Research Council en nam hij tijdelijk verlof aan de Universiteit van Chicago in 1919-1920. Vervolgens werd hij van eind 1920 tot eind 1921 voorzitter van de Carnegie Corporation of New York. Door zijn opeenvolgende afwezigheden liet verdere promotie binnen de Universiteit van Chicago op zich wachten.
In 1921 werd hij voorzitter van de Yale-universiteit; hij was de eerste voorzitter die niet aan deze universiteit was afgestudeerd. Hij bleef er voorzitter tot hij in 1937 op pensioen ging. Onder zijn voorzitterschap werden grote bouwwerken uitgevoerd en in 1924 werd het psychologisch instituut er opgericht met financiële steun van de Laura Spelman Rockefeller Memorial Fund. Drie belangrijke benoemingen gingen hiermee gepaard: Robert Yerkes voor psychobiologie en primaatonderzoek, Raymond Dodge voor fysiologische psychologie en Clark Wissler voor raciale psychologie (Wissler was een sterke aanhanger van de eugenetica).
Een van de belangrijkste bijdragen van Angell was de oprichting van het Institute of Human Relations aan de Yale-universiteit in 1929. Dit onderzoekscentrum richtte zich op psychologie, primaatonderzoek, psychiatrie, ontwikkeling van kinderen en sociale wetenschappen en werd opgericht met steun van de Rockefeller Foundation en de General Education Board. Het instituut moest onderzoek doen, maar ook personeel opleiden om in de betreffende domeinen deskundig te kunnen werken.
Na zijn pensionering in 1937 werd Angell educatief consulent bij de National Broadcasting Company.

## Privé
In 1894 trouwde Angell met Marion Watrous, die hij had leren kennen als medestudente in Michigan. Ze kregen twee kinderen. Watrous overleed reeds in 1931. Een jaar later, in 1932, hertrouwde hij met Katharine Cramer Woodman. Zij zou in 1946 mede-oprichtster worden van het New Haven Restaurant Institute (het huidige The Culinary Institute of America).

## Vooraanstaande functies en erkenning
Naast de belangrijke posities die Angell verwierf tijdens zijn academische carrière, kreeg hij ook bredere erkenning. Zo kreeg hij eredoctoraten aan tal van universiteiten (bijvoorbeeld Berlijn, Californië, Harvard). In 1906 werd hij voorzitter van de American Psychological Association. Bij zijn aantreden gaf hij een lezing over de functionele psychologie. In 1920 werd hij opgenomen in de National Academy of Sciences, in 1924 in de American Philosophical Society en in 1932 in de American Academy of Arts and Sciences. In 1930 werd hij ridder in het Legioen van Eer en in 1931 officier. In 1935 werd hij grootofficier in de Orde van de Italiaanse Kroon. In 1937 kreeg hij een gouden medaille van het National Institute of Social Science.
Op wetenschappelijk gebied was hij van 1912 tot 1922 hoofdredacteur van het tijdschrift Psychological Monographs.
In 1952 werd ter ere van Angell aan de Yale-universiteit de James Rowland Angell Chair of Psychology in het leven geroepen. Neal E. Miller werd als eerste benoemd als James Rowland Angell Professor of Psychology.
- Bibliothèque nationale de France: cb12501055t (data)
- CiNii: DA05899340
- Gemeinsame Normdatei: 117762636
- International Standard Name Identifier: 0000 0000 8076 0296
- Library of Congress Control Number: no97001042
- Mathematics Genealogy Project: 165680
- National Archives and Records Administration: 10574259
- Bibliotheek van het Japanse parlement: 00550415
- Nationale Bibliotheek van Tsjechië: jo2002100785
- Nationale Bibliotheek van Israël: 987007287410405171
- Nederlandse Thesaurus van Auteursnamen: 067825931
- SNAC: w6k938xr
- Système universitaire de documentation: 067044255
- Virtual International Authority File: 115496
- WorldCat: E39PBJxhdwMWrD34fMrwHx3qQq